# Ljubow Smolka
Ljubow Mefodijiwna Smolka (ukrainisch Любов Мефодіївна Смолка, engl. Transkription Lyubov Smolka, geb. Ручкова – Rutschkowa – Ruchkova; * 29. November 1952 in Pawlohrad) ist eine ehemalige ukrainische Mittelstreckenläuferin, die für die Sowjetunion startete.
Über 1500 m wurde sie bei den Olympischen Spielen 1980 in Moskau Sechste und gewann bei den Leichtathletik-Halleneuropameisterschaften 1981 in Grenoble Bronze.

## Persönliche Bestzeiten
- 800 m: 1:59,3 min, 20. August 1980, Dnipro
- 1000 m (Halle): 2:39,9 min, 8. Februar 1981, Minsk
- 1500 m: 3:56,7 min, 6. Juli 1980, Moskau
  - Halle: 4:08,0 min, 25. Januar 1980, Kiew
- 3000 m: 8:36,0 min, 12. Juli 1980, Moskau
  - Halle: 9:01,49 min, 15. Februar 1985, Chișinău